# Férid Boughedir
Férid Boughedir (Hammam Lif, 1944) es un director de cine y guionista tunecino. 

## Biografía
Boughedir ha dirigido cinco películas desde 1983. Su largometraje Caméra d'Afrique fue presentado en el Festival Internacional de Cine de Cannes de 1983. Su obra Un été à La Goulette fue estrenado en el Festival Internacional de Cine de Berlin de 1996. Al siguiente año, fue miembro del jurado en ese mismo festival.

## Filmografía
- Caméra d'Afrique (1983)
- Caméra arabe (1987)
- Halfaouine Child of the Terraces (1990)
- Un été à La Goulette (1996)
- Villa Jasmin (2008)